# Albunione yoda
Albunione yoda là một loài chân đều trong họ Bopyridae. Loài này được Markham & Boyko miêu tả khoa học năm 2003.